# Епархия Питтсбурга

Герб епархии Питтсбурга

Епархия Питтсбурга (лат. Dioecesis Pittsburgensis) — епархия Римско-Католической церкви с центром в городе Питтсбург, США. Епархия Питтсбурга входит в митрополию Филадельфии. Кафедральным собором епархии Питтсбурга является Собор Святого Павла.

## История
11 августа 1843 года Римский папа Григорий XVI издал бреве «Universi dominici», которым учредил епархию Питтсбурга, выделив её из архиепархии Филадельфии.
В следующие годы епархия Питтсбурга передала часть своей территории католическим церковным структурам:
- 29 июля 1853 года — новой епархии Эри;
- 11 января 1876 года — епархии Алленджени (упразднена в 1889 году);
- 30 мая 1901 года — епархии Алтуны (сегодня — Епархия Алтуны-Джонстауна);
- 10 марта 1951 года — епархии Гринсберга.

## Ординарии епархии
- епископ Майкл О’Коннор[англ.], S.J. (11.08.1843 — 29.04.1853) — назначен епископом Эри; вновь епископ (20.12.1853 — 23.05.1860)
- епископ Мигель Доменек[англ.] (28.09.1860 — 11.01.1876) — назначен епископом Аллегейни[англ.]
- епископ Джон Тигг[англ.] (16.01.1876 — 07.12.1889)
- епископ Ричард Фелан[англ.] (07.12.1889 — 20.12.1904)
- епископ Джон Фрэнсис Регис Каневин[англ.] (20.12.1904 — 09.01.1921) — архиепископ ad personam
- епископ Хью Чарльз Бойл[англ.] (16.06.1921 — 22.12.1950)
- епископ Джон Фрэнсис Дирден (22.12.1950 — 18.12.1958) — назначен архиепископом Детройта, кардинал с 1969
- епископ Джон Джозеф Райт (23.01.1959 — 23.04.1969) — назначен префектом Конгрегации по делам духовенства, кардинал с 1969
- епископ Винсент Мартин Леонард[англ.] (01.06.1969 — 30.06.1983)
- епископ Энтони Джозеф Бевилакква (07.10.1983 — 08.12.1987) — назначен архиепископом Филдадельфии, кардинал с 1991
- епископ Дональд Уильям Вюрл (11.02.1988 — 16.05.2006) — назначен архиепископом Вашингтона, кардинал с 2010
- епископ Дэвид Аллен Зубик[англ.] (18.07.2007 — 04.06.2025)
- епископ Марк Энтони Экман[англ.] (с 04.06.2025)

## Источник
- Annuario Pontificio, Libreria Editrice Vaticana, Città del Vaticano, 2003, ISBN 88-209-7422-3
- Бреве Universi dominici gregis/ Raffaele de Martinis, Iuris pontificii de propaganda fide. Pars prima, T. V, Romae, 1893, стр. 318  (лат.)